# CKUE-FM
CKUE-FM (The Rock) ist ein privater Hörfunksender in Windsor, Ontario, Kanada und weiteren Sender in Chatham-Kent. Der Sender bezeichnet sich selbst als Canada's Rock Station und wird von Blackburn Radio betrieben. Das Sendeformat des Senders besteht aus Active Rock. Gesendet wird mit einer Leistung von 42.000 und 3.800 Watt.

## Shows
- Morning Show (5:30am-10am) Rock Mornings - Rod Martens/Mike James
- Mid-Days (10am-3pm): Jeff Burrows
- Afternoon Drive (3pm-7pm): Dave Lockbaum
- Nights (7pm-12am): Jess
- Weekend's/Fill-ins: Rod Martens
- Program Director: Rod Martens
- Music Director: Dave Lockbaum